# Бурхан Халдун
Бурхан Халдун (на монголски: Бурхан Халдун) е монголска планина, част от планинската верига Хентий, разположена в аймака Хентий.
Самата планина, както и околностите ѝ, се считат от монголците за святи. Вярва се, че точно тук се е родил Чингиз Хан, създателят на могъщата Монголска империя – най-голямата в света, и обединител на монголите. Според предания Бурхан Халдун освен, че е родното място на Чингиз Хан, е също така и мястото, където е разположена неговата гробница.
Бурхан Халдун е разположена в Строго защитената зона „Хан Хентий“, която е създадена през 1992 г. на площ от 12 000 km². Планината е свята за монголския народ, защото още Чингиз Хан я е обявил за свята.